# Orkanen Kyle
Orkanen Kyle var den sjätte orkanen och elfte namngivna stormen i den Atlantiska orkansäsongen 2008.

## Meteorologisk historia

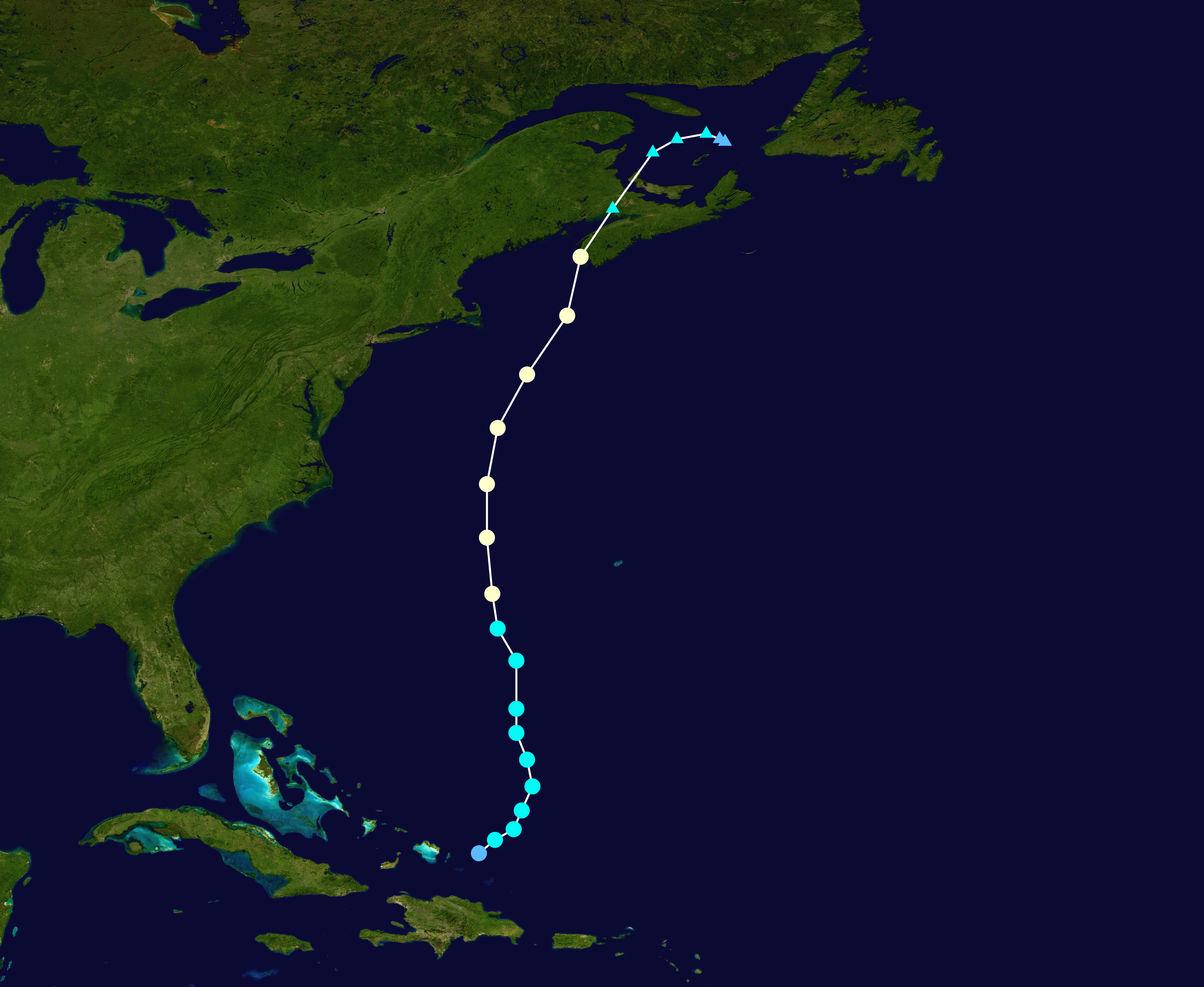
Kyles bana

Ett kraftigt tropiskt område färdades i den nordöstra delen av Karibiska havet under den tredje veckan i september. Den passerade över Puerto Rico och Hispaniola och orsakade kraftiga regn, men organiserades aldrig tillräckligt för att bli ett tropiskt system. Den 24 september började området att färdas norrut, bort från öarna och ut i öppna Atlanten och blev en tropisk storm den 25 september. 
Kyle uppgraderades till en orkan på eftermiddagen den 27 september och höll den styrkan tills den drog in över land nära Yarmouth, Nova Scotia sent den 28 september. Några timmar senare blev Kyle extratropisk.